# Miękinia (stacja kolejowa)
Miękinia – stacja kolejowa w mieście Miękinia, w województwie dolnośląskim, w Polsce. Położona na linii nr 275 z Wrocławia do Gubina. 

## Ruch pasażerski
| Rok  | Wymiana pasażerska na dobę |
| ---- | -------------------------- |
| 2017 | 700-999                    |
| 2022 | 700-999                    |

## Połączenia
- Głogów
- Lubin
- Legnica
- Lubań Śląski
- Wrocław Główny
- Zgorzelec

Uwaga – wymieniono jedynie stacje docelowe (wg stanu na 25.09.2023 r.) połączeń pasażerskich, które realizują Koleje Dolnośląskie.